# Tipula (Microtipula) opipara
Tipula (Microtipula) opipara is een tweevleugelige uit de familie langpootmuggen (Tipulidae). De soort komt voor in het Neotropisch gebied.